# 王重盈
王重盈（9世纪—895年2月12日），晚唐军阀，历任陕虢节度使和护国节度使。

## 家世
王重盈是太原府人。父王纵，官至盐州防御使。因父有功，王重盈与弟王重荣得其荫补，历任军职。兄弟俩都以骁雄毅武闻名军中。王重盈、王重荣分别是王纵的第三和第四子，上有兄长王重章、王重简，下有幼弟王重益。

## 早期仕途
王重盈约乾符年间曾任汾州刺史。广明元年（880年）四月，李琢受任充蔚朔等州诸道行营都招讨使，讨伐沙陀叛军，王重盈兵马归李琢统属。二年（881年），民变首领黄巢的军队渡过淮河之际，僖宗提拔王重盈为陕虢观察使。后来京城长安落入黄巢之手，迫使唐僖宗逃到成都。黄巢称帝，建国号齐。时王重荣任河中节度使。中和二年（882年）正月，僖宗任宰相王铎充诸道行营都都统，作为讨伐黄巢的总帅，任王重盈为王铎的东面都供军使。这年，王重盈奏授卢质为芮城令。次年，唐军败齐军，迫黄巢弃长安后，陕虢军被升为节度使，王重盈被任为节度使。光启元年（885年），僖宗加王重盈宰相衔同中书门下平章事。王重盈曾在陕虢节度使任上加检校左仆射。

## 就任护国军
后来河中节度使改名护国节度使。王重荣在护国军期间，为政日益严酷。光启三年（887年），他处罚了牙将常行儒，六月，常行儒兵变杀王重荣，推立王重盈为兵马留后，河东节度使李克用也上表请求以王重盈继任。僖宗下诏任命王重盈继任，又任王重盈子王珙权知陕虢留后。王重盈就任护国军后，捕杀常行儒及其党羽，安抚军民。
河阳节度使李罕之持续劫掠地方，文德元年（888年）二月，全力攻绛州，绛州刺史王友遇以城降，李罕之又攻击晋州，王重盈求援于宣武军节度使朱全忠，李罕之解围而退。王重盈使反间计使得李罕之盟友河南尹张居言背叛李罕之。当年春，李罕之全力攻晋州，张居言夜袭河阳，俘李罕之一家，迫李罕之出奔，自己占领了河阳。大顺元年（890年）十二月，唐昭宗讨伐李克用兵败，晋州、绛州都被河东军攻取，河东军劫掠河中，赤地千里。昭宗寻求和解，左仆射韦昭度上表赞成，并建议也对王重盈等进行谕旨慰勉，获准。二年（891年）八月，唐昭宗加王重盈检校太傅及更大的宰相衔兼中书令。景福元年（892年）正月，护国军治下五郡联属请求为王重盈建生祠。五月，都押衙录事参军又奏请立碑纪功。于是司空图奉令作《太尉琅琊王公河中生祠碑》。
乾宁二年（895年）正月，王重盈卒，其时官爵为河中节度使、检校太师、中书令、河中尹、上柱国、琅邪郡王。其兄王重简子王珂为王重荣养子，时任护国军行军司马，护国军士兵拥戴他为知留后事。当时陕虢军已改名保义军，时任保义军节度使的王珙也想领护国军，从而引发了王珂、王珙的继承之争。因王珂准岳父李克用支持王珂，昭宗任王珂为护国军节度使。此举导致支持王珙继任的凤翔节度使李茂贞、静难节度使王行瑜和镇国军节度使韩建不满，导致了当年五月的三帅逼宫事件。

## 家庭

### 父母
- 父：王纵
- 母：石氏，燕国太夫人

### 子
- 长子王瓘，晋州刺史，龙纪元年十月之前卒
- 次子王珙
- 三子王瑶，检校仆射，[28]绛州刺史
- 王瓒[14][29]
- 养子王殷，本名蒋殷[30][31]